# 吉勒摩·戴托羅之皮諾丘
是一部2022年美國和墨西哥合製的3D定格動畫歌舞奇幻片，由吉勒摩·戴托羅和馬克·古斯塔夫森執導，戴托羅與派翠克·麥克海爾編劇，改編自卡洛·科洛迪1883年的同名兒童小說。電影將1930年代法西斯義大利的故事重新構想為「一則愛與反抗的故事，皮諾丘為了父親的期望努力活下去，學習人生的真諦。」配音陣容包括伊旺·麥奎格、大衛·布拉德利、古格里·曼恩、伯恩·戈曼、約翰·特托羅、朗·帕爾曼、芬恩·沃夫哈德、凱特·布蘭琪、提姆·布萊克·尼爾森、克里斯多夫·華茲和蒂妲·絲雲頓。
《吉勒摩·戴托羅之皮諾丘》2022年10月15日在倫敦影展首映，2022年11月在美國有限上映，2022年12月9日上線Netflix。電影在影評界獲得正面的評價，影評家稱讚吉勒摩·戴托羅與馬克·古斯塔夫森的導演、編劇、動畫製作、情感深度、配樂和配音。電影獲頒眾多獎項，包含第95屆奧斯卡金像獎最佳動畫片獎，第80屆金球獎從三項提名贏得金球獎最佳動畫。第50屆安妮獎共以九項提名領跑，最終贏得包含安妮獎最佳動畫片獎在內的五項獎項成為該屆最大贏家。

## 劇情
在第一次世界大戰期間的義大利，木匠傑佩托在一次空襲中失去了愛子卡洛，導致他在接下來的二十年活在悲痛中，並在卡洛的墳墓附近種植了一棵松樹來緬懷兒子。遊走世界的會說話的蟋蟀「賽巴斯甸」在該松樹定居，準備寫下自己的回憶錄。傑佩托在醉酒的憤怒中砍倒了這棵樹，以用此木頭製造新的兒子。他喝得酩酊大醉，木偶還沒完成之時，木精靈現身賦予了木偶生命，並取名為皮諾丘。木精靈承諾，如果賽巴斯甸能引導皮諾丘向善，便實現牠一個願望；賽巴斯甸答應，期望用這個願望成名。
傑佩托發現了皮諾丘，在自己去教堂時把他鎖在壁櫥裡，但皮諾丘跟了上來，嚇壞了村民。第二天，傑佩托在市長的要求下送皮諾丘去學校，但被嘉年華表演者老狐狸伯爵和猴子搭檔渣渣圖拉截獲，老狐狸說服皮諾丘加入自己的馬戲團，並簽下一份合約；皮諾丘的演出獲得了大眾歡迎。傑佩托發現此事並企圖接走皮諾丘，但與老狐狸發生拉扯，結果讓皮諾丘被扔到路上被市長的車撞死。
皮諾丘被送到來世，並遇見木精靈的姐妹死神。死神解釋，皮諾丘擁有永恆的生命，等待沙漏流逝便可返回人間，同時警告，每次回來，他在來世度過的時間都會增加。回到人間後，皮諾丘決定加入老狐狸的馬戲團，既能為傑佩托賺錢、合約的違約金一筆勾銷，也可避免被嚴格的市長徵召進義大利皇家軍隊。當賽巴斯甸和傑佩託在海上尋找他時，他們被一條巨大的角鯊吞噬。皮諾丘發現老狐狸未寄錢給父親，並開始威脅自己，於是與渣渣圖拉串通在一場表演中侮辱了貝尼托·墨索里尼總理而遭槍殺。皮諾丘再次從來世返回人間，但被市長帶到一座訓練營，其他小男孩在那裡訓練自己參加戰爭。皮諾丘與市長兒子康德威成為朋友，後者害怕讓父親失望並被視為懦夫。在皮諾丘的建議下，康德威挺身而出反抗父親，但訓練營遭到轟炸，市長喪生。
皮諾丘逃出營地，但遭老狐狸捕獲，對方因失去一切而企圖報復皮諾丘；渣渣圖拉介入主人的報復，讓他們雙雙被送下懸崖，老狐狸死去。當皮諾丘救出渣渣圖拉時，都被角鯊吞下，很快與傑佩托和賽巴斯甸重逢。皮諾丘撒了一些謊，讓他的鼻子變長，以便在角鯊的氣孔中架起一座橋，逃至外頭。但角鯊試圖再次吃掉一行人，皮諾丘不得不引爆水雷犧牲自己。皮諾丘要求死神早點被送回去，以救下溺水的傑佩托；皮諾丘在死神的提醒下打破規則，變成普通的男孩得以提早回去。皮諾丘救起傑佩托後死去，眾人傷心欲絕之時，賽巴斯甸向木精靈兌換願望：救回皮諾丘。
然而，正如死神告訴皮諾丘的那樣，他活得比所有的親友更久；經歷了傑佩托、賽巴斯甸和渣渣圖拉的相繼離世後，皮諾丘決定離開居所，前往未知的地方進行新的冒險。

## 配音員
| 配音員             | 配音員                      | 配音員                  | 角色            |
| 美國               | 台灣                        | 中國大陸                | 角色            |
| ------------------ | --------------------------- | ----------------------- | --------------- |
| 古格里·曼恩（）    | 顏宏熹                      | 謝梓軒 李昀澤（歌唱）   | 皮諾丘          |
| 古格里·曼恩（）    | 顏宏熹                      | 謝梓軒 李昀澤（歌唱）   | 卡洛（）        |
| 大衛·布拉德利      | 夏治世                      | 王肖兵 夏振凱（歌唱）   | 傑佩托大師      |
| 伊旺·麥奎格        | 孫誠 張曜羣（歌唱）         | 趙乾景                  | 賽巴斯甸·J·蟋蟀 |
| 克里斯多夫·華茲    | 孫中台 馮翰亭（歌唱）       | 張欣 張憶亞（歌唱）     | 老狐狸伯爵（）  |
| 蒂妲·絲雲頓        | 王冠蓉                      | 狄菲菲                  | 木精靈          |
| 蒂妲·絲雲頓        | 王冠蓉                      | 狄菲菲                  | 死神            |
| 朗·帕爾曼          | 李英立                      | 桑毓澤                  | 市長            |
| 芬恩·沃夫哈德      | 賈文安                      | 朱泓熹                  | 康德威          |
| 凱特·布蘭琪        | 林凱羚                      | 吳磊                    | 渣渣圖拉（）    |
| 伯恩·戈曼          | 陳進益                      | 段琪                    | 神父            |
| 約翰·特托羅        | 馬伯強                      | 張坤                    | 醫生            |
| 提姆·布萊克·尼爾森 | 馬伯強 楊少文 宋昱璁 許皇家 | 丁翔威 朱泓熹 段琪 謝俊 | 黑兔            |
| 湯姆·肯尼          | 宋昱璁                      | 丁翔威                  | 貝尼托·墨索里尼 |
| 湯姆·肯尼          | 林谷珍                      |                         | 船長            |

## 製作
2008年，吉勒摩·戴托羅宣佈製作一部根據卡洛·科洛迪的兒童小說《木偶奇遇記》以及格里斯·格里利的2002年繪本《木偶奇遇記》改編的黑暗定格動畫電影。該片由格里利和亞當·帕里什·金共同執導，吉姆·亨森公司製片，並由尼克·凱夫配樂。2011年2月17日，宣佈改由格里利和馬克·古斯塔森共同執導該片，戴托羅和馬修·羅賓斯撰寫劇本，並由吉姆·亨森公司和百代電影公司共同製片。2012年5月10日，戴托羅取代格里利成為電影的導演之一。同月，據報導電影將在2013年夏季開始製作，而丹尼爾·雷德克里夫、克里斯多夫·華肯和湯姆·威茲都是戴托羅的人選之一。戴托羅補充說希望電影能在2014年完成。2012年6月，《娛樂周刊》公佈了部分《木偶奇遇記》的概念藝術。2012年8月，戴托羅表示希望在2013年1月或2月之前開始進行配音工作，朗·帕爾曼將為角色吞火師配音，並希望湯姆·威茨為傑佩托先生配音。
2017年1月，宣佈派翠克·麥克海爾將與戴托羅共同撰寫劇本。2017年8月，戴托羅在第74屆威尼斯影展上透露，製作預算將需要3500萬美元。2017年11月，據報導戴托羅取消了該項目，因為沒有工作室對該項目感興趣。2018年10月，Netflix收購了該片的版權，此前Netflix曾與戴托羅合作推出電視動畫《巨怪獵人：幽林傳說》。2018年11月，電影定於2021年上映。2019年3月，戴托羅透露電影已經在波特蘭展開前期製作工作。2020年1月，宣佈朗·帕爾曼、蒂妲·絲雲頓、伊旺·麥奎格、克里斯多夫·華茲和大衛·布拉德利加盟配音陣容。2020年8月，宣佈古格里·曼恩、凱特·布蘭琪、提姆·布萊克·尼爾森、芬恩·沃夫哈德、約翰·特托羅和伯恩·戈曼加盟配音陣容。

## 發行
《吉勒摩·戴托羅之皮諾丘》曾定於2022年12月上線Netflix。後改為2022年11月在美國有限上映，12月8日上線Netflix。

## 反響
《吉勒摩·戴托羅之皮諾丘》在爛番茄網站上基於263篇評論（255篇好評，8篇差評），新鮮度97%，平均得分8.2／10，觀眾好評度92%，平均分數4.5/5，網站評論家共識寫道：「《吉勒摩·戴托羅之皮諾丘》可謂名符其實——換句話說，電影在視覺上達到令人驚嘆的改編，更包括了原作黑暗的一面。」在Metacritic上，電影根據47位影評（41個好評，6個褒貶不一）而獲得79分（滿分100），代表「普遍好評」。
2023年，爛番茄滿25週年特別專題中，本片在該站列出「自1998年以來，25部每年度最佳電影」排行榜榜上有名。

## 獎項
| 獎項                 | 頒發日期            | 類別                                                                              | 提名者                                                                                  | 結果   | 來源                 |
| -------------------- | ------------------- | --------------------------------------------------------------------------------- | --------------------------------------------------------------------------------------- | ------ | -------------------- |
| 好萊塢傳媒音樂獎     | 2022年11月16日      | 動畫電影最佳原創配樂                                                              | 亞歷山大·戴斯培                                                                         | 獲獎   | [ 22 ]               |
| 好萊塢傳媒音樂獎     | 2022年11月16日      | 最佳動畫電影原創歌曲                                                              | 亞歷山大·戴斯培、羅班·卡茲和吉勒摩·戴托羅（〈〉）                                       | 獲獎   | [ 22 ]               |
| 好萊塢傳媒音樂獎     | 2022年11月16日      | 音樂主題電影、傳記片或音樂劇                                                      | 《吉勒摩·戴托羅之皮諾丘》                                                               | 提名   | [ 22 ]               |
| 洛杉磯影評人協會     | 2022年12月11日      | 最佳動畫片獎                                                                      | 《吉勒摩·戴托羅之皮諾丘》                                                               | 獲獎   | [ 23 ]               |
| 华盛顿特区影评人协会 | 2022年12月12日      | 最佳动画片                                                                        | 《吉勒摩·戴托羅之皮諾丘》                                                               | 獲獎   | [ 24 ]               |
| 华盛顿特区影评人协会 | 2022年12月12日      | 最佳改编剧本                                                                      | 派翠克·麥克海爾和吉勒摩·戴托羅                                                          | 提名   | [ 24 ]               |
| 华盛顿特区影评人协会 | 2022年12月12日      | 最佳配乐                                                                          | 亞歷山大·戴斯培                                                                         | 提名   | [ 24 ]               |
| 华盛顿特区影评人协会 | 2022年12月12日      | 最佳聲演                                                                          | 古格里·曼恩（）                                                                         | 提名   | [ 24 ]               |
| 华盛顿特区影评人协会 | 2022年12月12日      | 最佳聲演                                                                          | 伊旺·麥奎格                                                                             | 提名   | [ 24 ]               |
| 芝加哥影評人協會     | 2022年12月14日      | 最佳劇本改編獎                                                                    | 派翠克·麥克海爾和吉勒摩·戴托羅                                                          | 提名   | [ 25 ] [ 26 ] [ 27 ] |
| 芝加哥影評人協會     | 2022年12月14日      | 最佳動畫片獎                                                                      | 《吉勒摩·戴托羅之皮諾丘》                                                               | 獲獎   | [ 25 ] [ 26 ] [ 27 ] |
| 芝加哥影評人協會     | 2022年12月14日      | 最佳原創配樂                                                                      | 亞歷山大·戴斯培                                                                         | 提名   | [ 25 ] [ 26 ] [ 27 ] |
| 猶他影評人協會       | 2022年12月17日      | 最佳動畫片獎                                                                      | 《吉勒摩·戴托羅之皮諾丘》                                                               | 獲獎   | [ 28 ]               |
| 聖路易斯影評人協會   | 2022年12月18日      | 最佳動畫片獎                                                                      | 《吉勒摩·戴托羅之皮諾丘》                                                               | 亚军   | [ 29 ]               |
| 聖路易斯影評人協會   | 2022年12月18日      | 最佳改編劇本獎                                                                    | 吉勒摩·戴托羅、派屈克·麥克海爾、馬修·羅賓斯                                             | 提名   | [ 29 ]               |
| 拉斯維加斯影評人協會 | 2022年12月18日      | 最佳動畫片獎                                                                      | 《吉勒摩·戴托羅之皮諾丘》                                                               | 獲獎   | [ 30 ]               |
| 拉斯維加斯影評人協會 | 2022年12月18日      | 最佳家庭片獎                                                                      | 《吉勒摩·戴托羅之皮諾丘》                                                               | 獲獎   | [ 30 ]               |
| 拉斯維加斯影評人協會 | 2022年12月18日      | 最佳青少年演出獎                                                                  | 古格里·曼恩                                                                             | 獲獎   | [ 30 ]               |
| 拉斯維加斯影評人協會 | 2022年12月18日      | 最佳原創音樂獎                                                                    | 亞歷山大·戴斯培                                                                         | 獲獎   | [ 30 ]               |
| 大西紐約影評人協會   | 2022年12月30日      | 最佳動畫獎                                                                        | 《吉勒摩·戴托羅之皮諾丘》                                                               | 獲獎   | [ 31 ]               |
| 大西紐約影評人協會   | 2022年12月30日      | 最佳劇本改編獎                                                                    | 吉勒摩·戴托羅、派屈克·麥克海爾、馬修·羅賓斯                                             | 提名   | [ 31 ]               |
| 金球獎               | 2023年1月10日       | 最佳動畫片                                                                        | 《吉勒摩·戴托羅之皮諾丘》                                                               | 獲獎   | [ 32 ]               |
| 金球獎               | 2023年1月10日       | 最佳原创配乐                                                                      | 亞歷山大·戴斯培                                                                         | 提名   | [ 32 ]               |
| 金球獎               | 2023年1月10日       | 最佳原創歌曲                                                                      | 亞歷山大·戴斯培、羅班·卡茲和吉勒摩·戴托羅（〈〉）                                       | 提名   | [ 32 ]               |
| 2022年金番茄獎       | 2023年1月13日       | 最佳動畫片                                                                        | 《吉勒摩·戴托羅之皮諾丘》                                                               | 獲獎   | [ 33 ]               |
| 2022年金番茄獎       | 2023年1月13日       | 年度最佳串流平台電影                                                              | 《吉勒摩·戴托羅之皮諾丘》                                                               | 獲獎   | [ 34 ]               |
| 2022年金番茄獎       | 2023年1月13日       | 年度最佳電影                                                                      | 《吉勒摩·戴托羅之皮諾丘》                                                               | 第四名 | [ 35 ]               |
| 評論家選擇電影獎     | 2023年1月15日       | 最佳動畫                                                                          | 《吉勒摩·戴托羅之皮諾丘》                                                               | 獲獎   | [ 36 ]               |
| 卫星奖               | 2023年2月11日       | 最佳動畫或混合媒體                                                                | 《吉勒摩·戴托羅之皮諾丘》                                                               | 待定   | [ 37 ]               |
| 安妮獎               | 2023年2月25日       | 最佳動畫片獎                                                                      | 《吉勒摩·戴托羅之皮諾丘》                                                               | 獲獎   | [ 38 ]               |
| 安妮獎               | 2023年2月25日       | Outstanding Achievement for Animated Effects in an Animated Production            | Aaron Weintraub, Warren Lawtey, Alireza Malmiri, Baptiste Malbranque, Mikhail Donchenko | 提名   | [ 38 ]               |
| 安妮獎               | 2023年2月25日       | Outstanding Achievement for Character Animation in an Animated Feature Production | Tucker Barrie                                                                           | 獲獎   | [ 38 ]               |
| 安妮獎               | 2023年2月25日       | Outstanding Achievement for Directing in an Animated Feature Production           | Guillermo del Toro, Mark Gustafson                                                      | 獲獎   | [ 38 ]               |
| 安妮獎               | 2023年2月25日       | Outstanding Achievement for Editorial in an Animated Feature Production           | Ken Schretzmann, Holly Klein, Emily Chiu, Hamilton Barrett                              | 提名   | [ 38 ]               |
| 安妮獎               | 2023年2月25日       | Outstanding Achievement for Music in an Animated Feature Production               | Alexandre Desplat, Roeban Katz, Guillermo del Toro, Patrick McHale                      | 獲獎   | [ 38 ]               |
| 安妮獎               | 2023年2月25日       | Outstanding Achievement for Production Design in an Animated Feature Production   | Curt Enderle, Guy Davis                                                                 | 獲獎   | [ 38 ]               |
| 安妮獎               | 2023年2月25日       | Outstanding Achievement for Voice Acting in an Animated Feature Production        | Gregory Mann                                                                            | 提名   | [ 38 ]               |
| 安妮獎               | 2023年2月25日       | Outstanding Achievement for Voice Acting in an Animated Feature Production        | David Bradley                                                                           | 提名   | [ 38 ]               |
| 拉丁娛樂記者協會     | 2023年2月26日(LEJA) | 最佳動畫片                                                                        | 《吉勒摩·戴托羅之皮諾丘》                                                               | 獲獎   | [ 39 ]               |
| 拉丁娛樂記者協會     | 2023年2月26日(LEJA) | 最佳配音或動作捕捉                                                                | 伊旺·麥奎格                                                                             | 提名   | [ 39 ]               |
| 奧斯卡金像獎         | 2023年3月12日       | 最佳動畫片                                                                        | 吉勒摩·戴托羅、馬克·居斯塔夫森（Mark Gustafson）、蓋瑞·昂格（Gary Ungar）和艾力克斯·鮑克利（Alex Bulkley）                  | 獲獎   | [ 40 ] [ 41 ]        |

## 外部連結
- 在Netflix上觀看《吉勒摩·戴托羅之皮諾丘》
- 互联网电影数据库（IMDb）上《吉勒摩·戴托羅之皮諾丘》的资料（英文）
- 爛番茄上《吉勒摩·戴托羅之皮諾丘》的資料（英文）
- 时光网上《吉勒摩·戴托羅之皮諾丘》的資料（简体中文）
- 豆瓣电影上《吉勒摩·戴托羅之皮諾丘》的資料 （简体中文）